# Locomotiva FS 420
Le locomotive gruppo 420 sono state un folto gruppo di locomotive a vapore, con rodiggio 0-4-0, che le Ferrovie dello Stato acquisirono, dopo la loro costituzione tra 1905 e 1906, in seguito all'incorporazione della Rete Mediterranea e della Rete Adriatica.

## Storia
Le locomotive del gruppo 420 FS vennero progettate intorno al 1872 dalla Wiener Neustädter Lokomotivfabrik di Georg Sigl che ne costruirono il primo consistente lotto nella sede di Wiener Neustadt. Successivamente vennero costruite anche dalle varie industrie dell'epoca come la Maffei di Monaco di Baviera, le Officine di Pietrarsa, l'Ansaldo e la Società Italiana Ernesto Breda per Costruzioni Meccaniche. Ebbero un buon risultato, non disgiunto dalla semplicità costruttiva, fattore non trascurabile ai fini dell'economicità e della manutenzione di una locomotiva a vapore, per cui ne vennero costruite alcune centinaia fino al 1904.
La loro carriera fu abbastanza lunga; si ritrovano ancora in gran numero immatricolate nell'album delle locomotive FS del 1915.

## Caratteristiche tecniche
La locomotiva fu costruita con il rodiggio "D" (0-4-0); era una macchina a vapore saturo, a 2 cilindri esterni a semplice espansione con distribuzione del tipo Stephenson a cassetto piano.
La locomotiva era costituita da un carro su cui erano disposte le quattro ruote motrici accoppiate del diametro di 1.220 mm. Sul carro poggiava la caldaia per la produzione di vapore, della lunghezza di 8,455 m o di 8,49 m a seconda della versione; le locomotive, sia della 1ª che della 2ª serie differivano infatti anche esteticamente: la caldaia più lunga era riconoscibile dalla posizione del duomo che si trovava accanto al fumaiolo all'altezza del 1° asse motore, mentre l'altra lo aveva, più convenzionalmente al centro. Oltre a ciò le varie locomotive non avevano sostanziali differenze di prestazioni o di caratteristiche. Alla locomotiva era accoppiato un tender a tre assi della lunghezza di 6,305 m con ruote piuttosto grosse del diametro di 1.220 mm.

## Nomi assegnati alle locomotive
- Locomotiva 420.191, già RM 4391 Crimea (costruzione Breda, 1900)[1]